# پلاک زوج و فرد
پلاک زوج و فرد یا طرح زوج و فرد، برای تعیین محدودیت‌های ترافیکی در زمان شلوغی رفت‌وآمد خودروها یا در زمان آلودگی هوا اعمال می‌شود. ملاک تعیین زوج یا فرد بود یک خودرو نیز بر اساس آخرین شماره در عدد سه‌رقمی پلاک خودروها است. طرح زوج و فرد یا طرح ترافیک زوج و فرد، طرحی است که در خودروهای دارای پلاک زوج تنها در روزهای زوج و خودروهای دارای پلاک فرد تنها در روزهای فرد هفته اجازه تردد در خیابان‌های در یک شهر یا محدود معین را دارند. به همین منظور، هر سال یا دوره زمانی، قوانینی برای افزایش یا کاهش محدودیت مکانی، محدوده، زمانی یا ساعتی تنظیم می‌شود. در بری از شهرها مانند تهران، دارندگان خودروها برای تردد در محدوده طرح ترافیک نیاز تا مجوز تردد طرح ترافیک را از پیش خریداری نمایند. محدوده طرح ترافیک نیز معمولاً با نصب تابلویی مشخص می‌شود و دوربین‌ها و افسران راهنمایی و رانندگی در این محدوده‌ها حضور دارند و رانندگان در صورت نداشتن مجوز طرح ترافیک مشمول جریمه می‌شوند.
در زمان‌های آلودگی شدید، ممکن است پوشش این طرح از ابتدای در منزل باشد یا در قالب حلقه اول و دوم محدوده طرح ترافیک باشد.